# Wilbur Ross
Wilbur Ross (ur. 28 listopada 1937) – amerykański inwestor i bankier.

## Życiorys
Tytuł licencjata uzyskał na Uniwersytecie Yale, a tytuł MBA w Harvard Business School. Według czasopisma „Forbes” posiada majątek wart 3 miliardy dolarów. Został mianowany na sekretarza handlu w gabinecie Donalda Trumpa.